# Аллен, Джейк
Джейк Аллен (англ. Jake Allen; род. 7 августа 1990, Фредериктон) — канадский хоккеист, вратарь клуба НХЛ «Нью-Джерси Девилз». Обладатель Кубка Стэнли 2019.

## Ранняя жизнь
Родился во Фредериктоне (Нью-Брансуик, Канада), его родители — Курт и Сьюзен Аллены. Вырос в Сент-Стивене (Нью-Брансуик), где его отец работал учителем средней школы до 1999 года. Джейк начал играть в хоккей в юном возрасте, сначала в поле, затем перешёл на позицию вратаря.

## Карьера
Играл в системе Midget «AAA» Canadiens под руководством Кевина Поттла, прежде чем был выбран в третьем раунде драфта Главной юниорской хоккейной лиги Квебека (QMJHL) клубом «Сент-Джонс Фог Девилз». После первого сезона в «Фог Девилз», Аллен был вызван в сборную для участия в юниорском Чемпионате Мира в Казани, где он выиграл золото, стал MVP, лучшим вратарём и попал в символическую сборную всех звёзд турнира. В 2008 году «Фог Девилз» были проданы и переехали в Монреаль, став «Монреаль Джуниор Хоккей Клаб». В 2010 году Аллен выступал за сборную Канады на молодёжном Чемпионате Мира в Саскатуне, завоевав серебро. Джейк был обменян в «Драммондвилл Вольтижерс» после Чемпионата Мира, совершив 18 побед и 3 поражения с процентом отражённых бросков 93,3 и коэффициентом надёжности 1,75 в оставшемся регулярном чемпионате. В сезоне 2009/2010 он получил Жак Плант Мемориал Трофи (вратарь с наилучшим коэффициентом надёжности в QMJHL) и приз Лучшему вратари года Канадской хоккейной лиги (CHL).
22 октября 2008 года «Сент-Луис Блюз» подписал с Алленом контракт начального уровня. Дебютировал в Национальной хоккейной лиге (НХЛ) во время плей-офф 30 апреля 2012 года, ненадолго сменив Брайана Эллиота во второй игре против «Лос-Анджелес Кингз» в полуфинале Западной конференции. В сезоне 2012/2013 Аллен дебютировал в регулярном чемпионате НХЛ с победы 4:3 над «Детройт Ред Уингз» 13 февраля 2013 года.
17 апреля 2014 года Аллен был назван лучшим вратарём сезона 2013/2014 Американской хоккейной лиги (АХЛ).
26 марта 2016 года оформил шатаут в матче с «Вашингтон Кэпиталз», что позволило «Блюз» побить рекорд самой длинной «сухой» серии клуба. Сезон 2015/2016 Джейк закончил с коэффициентом надёжности 2,35 и с процентом отражённых бросков 92,0.
В течение сезона 2016/2017 у Аллена была неудачная серия, включая плохой матч против «Вашингтон Кэпиталз» 19 января 2017 года, когда он пропустил четыре гола после десяти бросков. Джейк не поехал с командой на игру 21 января против «Виннипег Джетс» и остался дома, чтобы побыть со своей новорождённой дочерью. Он должен был вернуться в команду 23 января для оставшихся двух выездных игр. 13 февраля он был назван второй звездой недели, одержав три победы подряд с коэффициентом надёжности 1,00 и с процентом отражённых бросков 96,7, а также оформил свой 13-й шатаут в карьере в матче против «Оттава Сенаторз» 7 февраля.
2 сентября 2020 года был обменян вместе с седьмым раундом Драфта НХЛ 2022 года «Монреаль Канадиенс» на третий и седьмой раунды Драфта 2020 года.
8 марта 2024 года, в последний день дедлайна, был обменян в «Нью-Джерси Девилз» на условный пик третьего раунда.

## Личная жизнь
В 2016 году Аллен написал картину для Почечного фонда Канады, организованного Атлантическим филиалом «Кисти надежды». Его картина была продана на ebay.ca на десятидневном онлайн-аукционе.
В январе 2017 года невеста Джейка, Шеннон Адамс, родила их первую дочь. В апреле 2018 года У пары родилась вторая дочь, а в августе того же года они официально поженились.

## Статистика

### Клубная
| 2007/08     | Сент-Джонс Фог Девилз   | QMJHL       | 30  | 9   | 8  | 4  | 1507  | 76  | 2  | 3,14 | 90,1 | 4  | 2 | 1  | 128  | 8  | 0 | 3,74 | 85,5 |
| 2008/09     | Монреаль Джуниор        | QMJHL       | 53  | 28  | 25 | 0  | 3023  | 144 | 3  | 2,86 | 91,6 | 10 | 4 | 6  | 585  | 35 | 1 | 3,59 | 89,7 |
| 2009/10     | Монреаль Джуниор        | QMJHL       | 23  | 11  | 11 | 0  | 1241  | 55  | 1  | 2,66 | 91,2 | —  | — | —  | —    | —  | — | —    | —    |
| 2009/10     | Драммондвилл Вольтижерс | QMJHL       | 22  | 18  | 3  | 0  | 1271  | 37  | 3  | 1,75 | 93,3 | 14 | 9 | 5  | 840  | 34 | 1 | 2,43 | 89,9 |
| 2010/11     | Пеория Ривермен         | АХЛ         | 47  | 25  | 19 | 3  | 2805  | 118 | 6  | 2,52 | 91,7 | 3  | 0 | 3  | 189  | 12 | 0 | 3,80 | 88,8 |
| 2011/12     | Пеория Ривермен         | АХЛ         | 38  | 13  | 20 | 2  | 2148  | 105 | 1  | 2,93 | 91,5 | —  | — | —  | —    | —  | — | —    | —    |
| 2011/12     | Сент-Луис Блюз          | НХЛ         | —   | —   | —  | —  | —     | —   | —  | —    | —    | 1  | 0 | 0  | 1    | 0  | 0 | 0,00 | 0,00 |
| 2012/13     | Пеория Ривермен         | АХЛ         | 35  | 13  | 19 | 2  | 2054  | 99  | 2  | 2,89 | 90,4 | —  | — | —  | —    | —  | — | —    | —    |
| 2012/13     | Сент-Луис Блюз          | НХЛ         | 15  | 9   | 4  | 0  | 804   | 33  | 1  | 2,46 | 90,5 | —  | — | —  | —    | —  | — | —    | —    |
| 2013/14     | Чикаго Вулвз            | АХЛ         | 52  | 33  | 16 | 3  | 3138  | 106 | 7  | 2,03 | 92,8 | 9  | 3 | 6  | 511  | 28 | 1 | 3,29 | 87,9 |
| 2014/15     | Сент-Луис Блюз          | НХЛ         | 37  | 22  | 7  | 4  | 2077  | 79  | 4  | 2,28 | 91,3 | 6  | 2 | 4  | 328  | 12 | 0 | 2,20 | 90,4 |
| 2015/16     | Сент-Луис Блюз          | НХЛ         | 47  | 26  | 15 | 3  | 2584  | 101 | 6  | 2,35 | 92,0 | 5  | 1 | 1  | 170  | 7  | 0 | 2,49 | 89,7 |
| 2016/17     | Сент-Луис Блюз          | НХЛ         | 61  | 33  | 20 | 5  | 3419  | 138 | 4  | 2,42 | 91,5 | 11 | 6 | 5  | 675  | 22 | 0 | 1,96 | 93,5 |
| 2017/18     | Сент-Луис Блюз          | НХЛ         | 59  | 27  | 25 | 3  | 3317  | 152 | 1  | 2,75 | 90,6 | —  | — | —  | —    | —  | — | —    | —    |
| 2018/19     | Сент-Луис Блюз          | НХЛ         | 46  | 19  | 17 | 8  | 2568  | 121 | 3  | 2,83 | 90,5 | 1  | 0 | 0  | 25   | 1  | 0 | 2,50 | 75,0 |
| Всего в НХЛ | Всего в НХЛ             | Всего в НХЛ | 265 | 136 | 88 | 23 | 14768 | 624 | 19 | 2,54 | 91,1 | 24 | 9 | 10 | 1198 | 42 | 0 | 2,10 | 92,1 |

## Награды и премии
| Награда                                                       | Год             |        |
| ------------------------------------------------------------- | --------------- | ------ |
| Победитель юниорского Чемпионата Мира                         | 2008            |        |
| MVP юниорского Чемпионата Мира                                | 2008            |        |
| Лучший вратарь юниорского Чемпионата Мира                     | 2008            |        |
| Символическая сборная звёзд юниорского Чемпионата Мира        | 2008            | [ 13 ] |
| Серебряный призёр молодёжного Чемпионата Мира                 | 2010            |        |
| Лучший вратарь года CHL                                       | 2009/10         |        |
| Жак Плант Мемориал Трофи (лучший вратарь года QMJHL)          | 2009/10         |        |
| Первая сборная всех звёзд QMJHL                               | 2009/10         |        |
| Сборная лучших новичков НХЛ                                   | 2012/13 2014/15 | [ 14 ] |
| Первая сборная всех звёзд АХЛ                                 | 2013/14         | [ 15 ] |
| Алдедж (Баз) Бастьен Мемориал Эворд (лучший вратарь года АХЛ) | 2013/14         | [ 4 ]  |
| Обладатель Приза Кларенса Кэмпбелла                           | 2019            |        |
| Обладатель Кубка Стэнли                                       | 2019            |        |